# Otto von Halem
Otto von Halem (* 23. August 1867 in Bremen; † 2. Januar 1940 in Stuttgart) war ein deutscher Verleger und Buchhändler.

## Biografie
Halem stammte aus einem alten deutschen Adelsgeschlecht, der Familie von Halem. Er war der Sohn des Buch- und Kunsthändlers Gustav Adolph von Halem (1830–1896) und dessen erster Frau Marie Ottilie Dannemann sowie Bruder des Landrats und Reichstagsabgeordneten Gustav Adolf von Halem (1870–1932). Er absolvierte das Alte Gymnasium in Bremen. Danach lernte er bei seinem Vater. Seit 1899 (andere Quellen: 1896) war er der Alleininhaber der 1863 von seinem Vater gegründeten Firma in Bremen an der Oldenburger Straße Nr. 14. Er verkaufte das Sortimentsgeschäft 1905 an Franz Leuwer und führte selbst das Verlagswesen und den Buchexport, vor allem in die Kolonien. Es folgte die Umwandlung der Firma zu einer GmbH mit Halem als Hauptgesellschafter.
Er zog um dieselbe Zeit nach Stuttgart um und betrieb mehrere Verlage in Deutschland. Die allgemeine, unterhaltende Literatur wurde dabei in Stuttgart und wissenschaftliche Werke in Berlin verlegt.
1905 kaufte Halem die Verlagsrechte für die Chemiker-Zeitung von 1877 (Köthen) von dem Zeitungsgründer und Chemiker Georg Krause. Die Zeitung bestand bis 1945 im Verlag der Chemiker-Zeitung Otto von Halem.
Halem war ab 1912, als Mitinhaber von Veit & Comp. in Leipzig, mit dem Verleger Walter de Gruyter bei Fusionen der Vereinigung wissenschaftlicher Verleger Walter de Gruyter & Co. (VwV) in Berlin, Leipzig und Straßburg maßgeblich beteiligt. Er war 1919 neben Gruyter, Wilhelm von Crayen (Mitinhaber von Göschen), Oscar Schuchardt (Mitinhaber von Guttentag) und Curt Thesing (Mitinhaber von Veit & Comp.) Komplementäre der Kommanditgesellschaft.
Halem war in den 1920er und 1930er Jahren Gesellschafter und Mitglied im Aufsichtsrat der mächtigen Allgemeine Anzeigen GmbH (Ala Anzeigen GmbH) im Hugenberg-Konzern.
1927 zog die Bremer Firma in die Böttcherstraße um. Später hieß dieses Unternehmen Buch- und Kunsthandlung G. A. von Halem und befand sich bis etwa 2000 in der Obernstraße Nr. 57.
Halem war mit Molli Pflüger aus Bremen verheiratet. Beide hatten die Söhne Gustav-Adolph (1899–1999, Diplomat) und Carl-Otto (1901–1968).